# Katumajärvi (quartier)
Pour les articles homonymes, voir Katuma.
Katumajärvi ou souvent Katuma est le 18ème quartier d'Hämeenlinna en Finlande.

## Présentation
Katuma est situé sur la rive ouest du lac Katumajärvi, à environ trois kilomètres au sud du centre-ville d'Hämeenlinna. 
Le quartier est bordé à l'est par le lac Katumajärvi et à l'ouest par la voie ferrée Riihimäki–Tampere.
D'une superficie de 0,473 km2, Katuma est un quartier construit principalement d'immeubles résidentiels. 
Les premiers immeubles ont été construits à Katuma au début des années 1950. 
La formation effective du quartier a commencé lorsque les bâtiments résidentiels suivants ont été achevés en 1971 et 1972 près de la rive sud-ouest du lac Katumajärvi. 
La plupart des immeubles d'habitation ont été construits dans les années 1980 et au début des années 1990.